# Fritz Fivian

Zawodnik Oregon State Beavers

Fritz Fivian (ur. 15 stycznia 1930 w Thun, zm. 2 kwietnia 2009 w Milwaukie) – amerykański zapaśnik walczący w stylu klasycznym. Olimpijczyk z Rzymu 1960, gdzie zajął dwudzieste miejsce w wadze półśredniej.
Zawodnik Oregon State University. Uczestnik wojny koreańskiej.

## Letnie Igrzyska Olimpijskie 1960
| Konkurencja          | Rundy eliminacyjne           | Rundy eliminacyjne   | Klas. końcowa |
| Konkurencja          | Przeciwnik I                 | Przeciwnik II        | Miejsce       |
| -------------------- | ---------------------------- | -------------------- | ------------- |
| 73 kg styl klasyczny | Günther Maritschnigg (FRG) P | Kirił Petkow (BGR) P | 20.           |